# Ліза Екдаль
Лі́за Екдаль (швед. Lisa Ekdahl; нар. 29 липня 1971, Стокгольм, Швеція) — шведська співачка та композитор. Співає в жанрах джаз і поп. Станом на сьогодні випущено 10 альбомів шведською і англійською мовами.

## Кар'єра
Народилася в Гагерстені (південна частина Стокгольма). Тато Лізи був фізиком, а мати — вихователькою в дитячому садочку.
Ліза Екдаль стала популярною у 1990 році, коли почала співати разом з джаз-тріо Петера Нурдаля. Пізніше брала участь в створенні альбому з Тоні Хольгерссоном. У 1994 році Ліза Екдаль випускає свій дебютний альбом «Lisa Ekdahl», до якого увійшов гучний хіт «Vem Vet» («Хто знає»). Альбом миттєво стає популярним, за короткий строк розходиться чималим накладом (бл. 800,000 екз.), у Швеції його відзначають трьома музичними нагородами, одна з яких — «Найкращий національний артист року». Альбом має успіх в Данії, Норвегії і інших країнах Європи.
Перші альбоми Лізи були шведськомовними, але в 1998 році вийшов її перший англомовний джазовий альбом «When Did You Leave Heaven». Він став популярним в Швеції, Франції й інших європейських країнах. Наступний джазовий альбом Лізи — «Back To Earth» — побачив світ в 1999 році. І знову — успіх в Європі: хороші продажі у Франції (продано більше 40,000 екз.), у Великій Британії, позитивні рецензії в авторитетних виданнях The Daily Telegraph і Guardian. Шостий альбом Лізи — «Lisa Ekdahl sings Salvadore Poe» (2000 рік) — записаний в теплому, чуттєвому стилі босанови.
У квітні 2009 року вийшов новий альбом Лізи «Give Me That Slow Knowing Smile». На підтримку альбому відбувся великий тур Європою.

## Особисте життя
У 1999 році, під час подорожі до Індії, Ліза Екдаль познайомилася з американським композитором і гітаристом Сальвадором По. Вони побралися у 2000 році і деякий час проживали в Нью-Йорку (рідне місто чоловіка). Від першого шлюбу з менеджером і музикантом Біллом Орстремом (розійшлись у 2000 році) в неї є син Мільтон (народився 23 грудня 1994 року).
Зараз[коли?] мешкає в районі Седермальм міста Стокгольм.

## Альбоми
- 1994 Lisa Ekdahl
- 1996 Med kroppen mot jorden
- 1997 Bortom det blå
- 1998 When Did You Leave Heaven
- 1999 Back to Earth
- 2000 Lisa Ekdahl Sings Salvadore Poe
- 2002 Heaven, Earth and Beyond
- 2003 En samling sånger
- 2004 Olyckssyster
- 2006 Pärlor av glas
- 2009 Give Me That Slow Knowing Smile

## Нагороди
- 1994 — Rockbjörn (найкраща співачка).
- 1994 — Шведська премія Греммі (співачка року, рок-виконавець року, найкращий альбом).